# Om namah shivaya

El mantra om namaḥ śivāya escrit en Devanagari

Om namah shivaya (en sànscrit  ॐ नमः शिवाय Aum Namaḥ Śivāya) és un mantra al déu Xiva i un dels més coneguts de l'hinduisme i en especial del xivaisme. També se'l coneix com a Panchakshara, el mantra de "cinc síl·labes" (excloent "Om").
La seva traducció seria "om! reverències a Xiva". namah significa "reverències" i shivaya "a Xiva". Això és precedit per la síl·laba mística Om.
La mística xivaista diu que en aquest mantra resideix tot el coneixement intuïtiu del xivaisme.